# 王俊棠
王俊棠（英語：Ricky Wong Chun Tong，1956年5月22日—），前藝名伊凡威，人稱卡啦之星、棠哥，香港男演員，於1980年代中期活躍至今。現為無綫電視基本藝人合約藝員。

## 背景

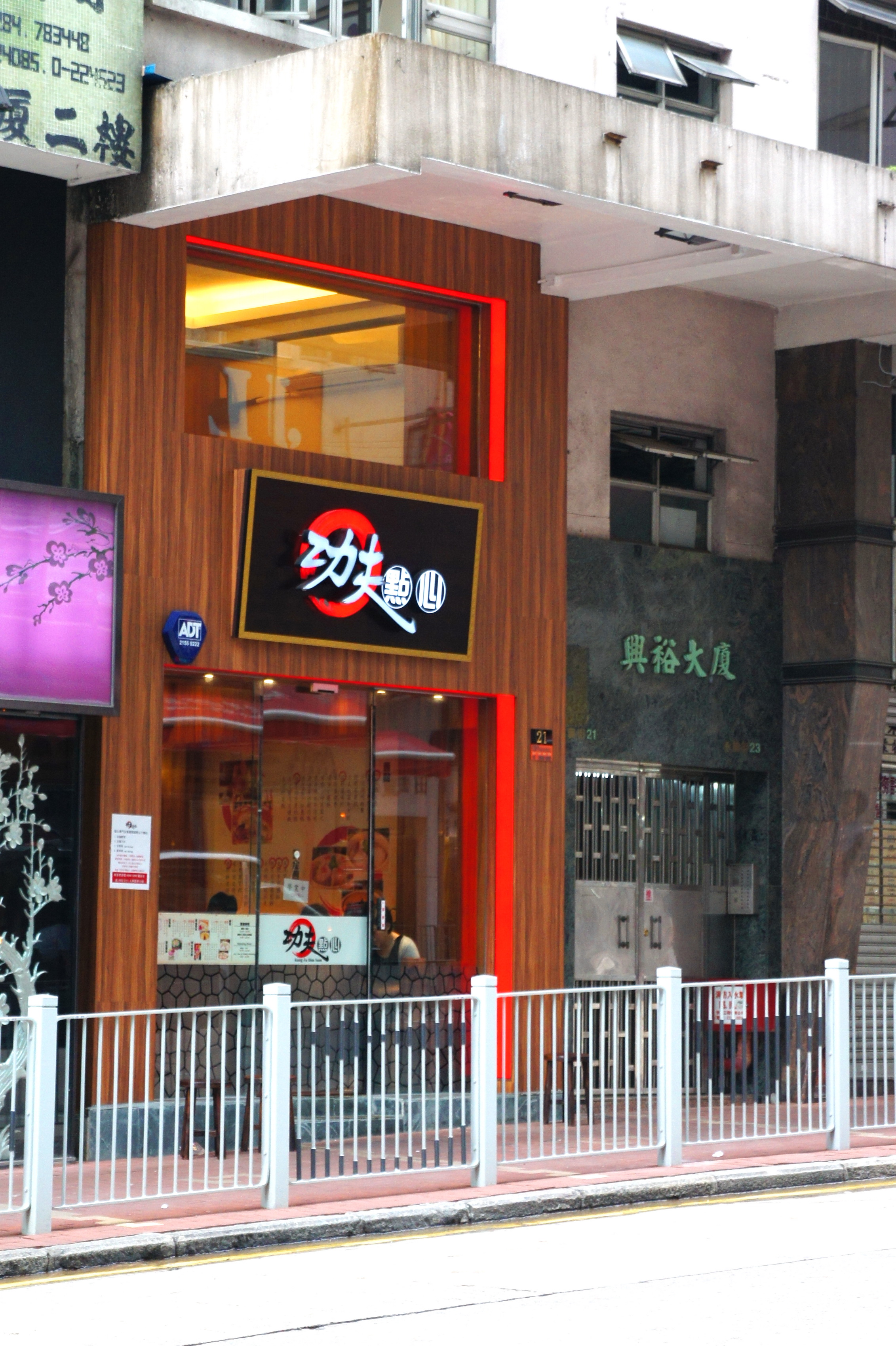
王俊棠經營的食肆「功夫點心」

### 早年生活
王俊棠有一名胞弟，早年在香港島灣仔軍器廠街警察宿舍長大，小時候常於活水公園（現為寶雲道花園）遊玩。參加過1970年代的香港渡海泳，以第12名完成比賽。他曾就讀軍器廠街警察官立小學、聖公會呂明才紀念小學和跑馬地香港三育中學（與前香港著名職業賽拳手冼林沃為初中同學），於1970年入讀香港航海學校，1975年畢業後展開其九個月的航海生活；期間踏足美國西雅圖、德薩斯州、路易斯安那州、日本橫濱市、神戶市、韓國、中國大連市、加拿大、泰國、毛里裘斯、南非開普敦、英國、比利時以及巴西等地。
他其後由於途經神戶市當水手期間摔倒，導致腳部骨折。加上需要接受手術，遂在1976年回港於中區警署任職警察，為時兩年。不久於1978年，喜歡見識世界的他再次出航。但因胞弟於1979年遇上意外而令他回到城市工作。當時王俊棠經尹揚明介紹到德己立街（現為蘭桂坊一帶）的「Disco Disco」任職侍應，被模特兒公司的星探發掘，成為模特兒。與鄺美寶和梁家輝為1979年第一屆澳門時裝展演出。

### 事業發展
直至1985年，李修賢和王鍾於「Disco Disco」相中王俊棠，於是邀請他加入「萬能影業公司」當兼職演員。其時王參演了《流氓公僕》的電影角色。同時一邊與友人合資經營貨車運輸生意，一邊繼續在「Disco Disco」任職。王俊棠曾用藝名「伊凡威」；此藝名由楊群和俞鳳至在王參演第一部電影《流氓公僕》時為他改的，寓意「一帆風順」。其後一直在1985年至1997年間使用。另外，外界有傳聞指他從前是譚詠麟的保鑣，但王俊棠本人已於2014年12月19日香港電台第二台節目《守下留情》播出的訪問中澄清這實屬誤傳，自己認識譚詠麟，然而未當過保鑣。
1990年，王俊棠在灣仔謝斐道開設卡啦OK酒廊。監製鄺業生後來在1997年到場光顧之際，主動邀請他為無綫電視拍攝電視劇至今。而《陀槍師姐》是其第一部參演的電視劇。從影多年，王俊棠擅長演出一些打打殺殺的大塊頭角色、囂張武夫、粗人、打手、惡霸、社團人士、大隻佬等角色，有時候也會演出喜感十足的搞笑角色。其演技深受觀眾認同。
而現實生活中的他愛好唱歌，以往在數屆歡樂滿東華中表演，又為東華三院籌款。後來在1998年報名成為慈善演唱全台藝員卡拉之星大唱遊的常客，至2013年改變節目形式後淡出。2001年，他與亞洲電視和無綫電視前高層陳貝蒂、李俊德及其他演藝界幕前幕後人員開設「囍慶堂」婚禮統籌策劃專門店。現時，他除了拍攝電影、電視劇和唱歌之外，還開設食肆「功夫點心」。間中會參與其母校赤柱航海學校的龍舟隊「康柏龍」的活動。王之所以在2010年代往後減少幕前演出的原因在於自己多花時間作登台歌唱表演，因此較難與電視台協調拍攝檔期。其對唱歌的興趣事實上早於在堅尼地城就讀小學和參與警察俱樂部活動時培養出來。

## 家庭
王俊棠有兩名兒子。長子王子銘是一名攝影師。而次子王東泰是前香港無綫電視合約男藝員。

## 演出作品

### 電視劇
| 年份       | 电视剧                  | 角色                                                |
| 無綫電視   |                         |                                                     |
| 1998年     | 鹿鼎記                  | 鰲拜                                                |
| 1998年     | 離島特警                | 古威狼                                              |
| 1998年     | 掃黃先鋒                | 大飛                                                |
| 1998年     | 陀槍師姐                | 聶世官                                              |
| 1999年     | 鑑證實錄II              | 葉冠榮                                              |
| 1999年     | 烈火雄心                | 消防員                                              |
| 1999年     | 寵物情緣                | 史泰龍                                              |
| 1999年     | 雪山飛狐                | 商劍鳴                                              |
| 1999年     | 創世紀                  | 監獄長                                              |
| 2000年     | 碧血劍                  | 溫家堡溫氏老大                                      |
| 2000年     | 男親女愛                | 何英俊                                              |
| 2000年     | 陀槍師姐II 金裝四大才子 | 張子貴 鐵血護院關師父，華太師招聘家丁時，假扮山賊！ |
| 2001年     | 封神榜                  | 哼將                                                |
| 2001年     | 陀槍師姐III             | 李大軍                                              |
| 2001年     | 倚天屠龍記              | 周顛                                                |
| 2001年     | 尋秦記                  | 囂魏牟                                              |
| 2002年     | 皆大歡喜                | 惡霸森／獨臂刀／王大人                              |
| 2002年     | 談判專家                | 高大威                                              |
| 2002年     | 紅衣手記                | 劉柴                                                |
| 2002年     | 雲海玉弓緣              | 厲昐歸                                              |
| 2002年     | 烈火雄心II              | 張偉波（波Sir）                                     |
| 2002年     | 蕭十一郎                | 軒轅                                                |
| 2003年     | 俗世情真                | 化骨龍                                              |
| 2003年     | 西關大少                | 廣州市財政廳長                                      |
| 2003年     | 帝女花                  | 多爾袞                                              |
| 2003年     | 皆大歡喜                | 趙公子、廟街大隻B、崔生、馮華                       |
| 2004年     | 無名天使3D              | 老大                                                |
| 2004年     | 陀槍師姐IV              | 麥耀東                                              |
| 2004年     | 棟篤神探                | 龍慶松                                              |
| 2004年     | 大唐雙龍傳              | 隋炀帝                                              |
| 2004年     | 皆大歡喜                | 大隻佬、紋身男子、南美廠家                          |
| 2004年     | 楚漢驕雄                | 英布                                                |
| 2005年     | 皆大歡喜                | 蛇匪                                                |
| 2005年     | 學警雄心                | 阿堅                                                |
| 2005年     | 御用閒人                | 宗邦                                                |
| 2005年     | 秀才遇著兵              | 唐森                                                |
| 2005年     | 酒店風雲                | 豹哥                                                |
| 2005年     | 佛山贊師父              | 歐陽豹                                              |
| 2005年     | 我的野蠻奶奶            | 虎哥                                                |
| 2005年     | 翻新大少                | 茶餐廳老闆                                          |
| 2005年     | 人間蒸發                | 何大威                                              |
| 2006年     | 人生馬戲團              | 孫大虎                                              |
| 2006年     | 愛情全保                | 七叔                                                |
| 2006年     | 高朋滿座                | 蔡榮                                                |
| 2006年     | 鐵血保鏢                | 大將                                                |
| 2006年     | 天幕下的戀人            | 權單佑                                              |
| 2006年     | 肥田囍事                | 大漢                                                |
| 2007年     | 凶城計中計              | 趙霸山                                              |
| 2007年     | 學警出更                | 虎哥                                                |
| 2007年     | 強劍                    | 華山派掌門                                          |
| 2007年     | 奸人堅                  | 趙猛丁                                              |
| 2007年     | 通天幹探                | 洪坤                                                |
| 2007年     | 同事三分親              | 保安主任                                            |
| 2008年     | 最美麗的第七天          | 鄧來喜                                              |
| 2008年     | 原來愛上賊              | 大口勇                                              |
| 2008年     | 師奶股神                | 彭可暢手下                                          |
| 2008年     | 與敵同行                | 李秋瑞                                              |
| 2009年     | 幕后大老爷              | 商人                                                |
| 2009年     | ID精英                  | 地盤黑工判頭                                        |
| 2009年     | 老婆大人II              | 陳樹根                                              |
| 2009年     | 碧血鹽梟                | 小沅父親                                            |
| 2009年     | 烈火雄心3               | 葉一堅（堅叔）                                      |
| 2009年     | 有營煮婦                | 武有友                                              |
| 2009年     | 蔡鍔與小鳳仙            | 冯国璋                                              |
| 2010年     | 秋香怒點唐伯虎          | 張濟川                                              |
| 2010年     | 鐵馬尋橋                | 羅東                                                |
| 2010年     | 飛女正傳                | 鄭寶榮                                              |
| 2010年     | 談情說案                | 謝天威                                              |
| 2010年     | 摘星之旅                | 富豪                                                |
| 2010年     | 刑警                    | 雷堅                                                |
| 2011年     | 依家有喜                | 石地棠                                              |
| 2011年     | Only You 只有您         | 夏江                                                |
| 2011年     | 女拳                    | 爛命昆                                              |
| 2011年     | 誰家灶頭無煙火          | 棠                                                  |
| 2011年     | 洪武三十二              | 侯順懷                                              |
| 2011年     | 怒火街頭                | 收數佬                                              |
| 2011年     | 真相                    | 林就（就哥）                                        |
| 2011年     | 潛行狙擊                | 羅勝                                                |
| 2011年     | 九江十二坊              | 人販子                                              |
| 2011年     | 萬凰之王                | 倪公公                                              |
| 2012年     | 缺宅男女                | 黑社會大佬                                          |
| 2012年     | 愛·回家 (第一輯)        | 雷武                                                |
| 2012年     | 心戰                    | 章建國                                              |
| 2012年     | 護花危情                | 高佬輝                                              |
| 2012年     | 回到三國                | 公孫武                                              |
| 2012年     | 飛虎                    | 高兆倫                                              |
| 2012年     | 怒火街頭2               | 范達晉                                              |
| 2012年     | 巴不得媽媽...           | 黃生                                                |
| 2012年     | 造王者                  | 柱父                                                |
| 2012年     | 天梯                    | 胡先生                                              |
| 2012年     | 雷霆掃毒                | 九紋龍                                              |
| 2012年     | 我外母唔係人            | 四大天王                                            |
| 2012年     | 法網狙擊                | 兒子                                                |
| 2013年     | 情越海岸線              | 蝦叔                                                |
| 2013年     | 好心作怪                | 水哥                                                |
| 2013年     | 衝上雲霄II              | 安以泰之父                                          |
| 2013年     | 神鎗狙擊                | 莊家                                                |
| 2013年     | 巨輪                    | 郭丙榮                                              |
| 2013年     | My盛Lady                | 夏添                                                |
| 2014年     | 食為奴                  | 索額圖                                              |
| 2014年     | 守業者                  | 阿超                                                |
| 2014年     | 寒山潛龍                | 宋國朝臣                                            |
| 2014年     | 再戰明天                | 潘大成                                              |
| 2014年     | 飛虎II                  | 高兆倫                                              |
| 2014年     | 醋娘子                  | 冷兵兵                                              |
| 2015年     | 華麗轉身                | 高官                                                |
| 2015年     | 潮拜武當                | 喪波                                                |
| 2015年     | 鬼同你OT                | Bubble哥                                            |
| 2015年     | 樓奴                    | 高大威                                              |
| 2015年     | 收規華                  | 權                                                  |
| 2015年     | 無雙譜                  | 閻王                                                |
| 2016年     | 警犬巴打                | 少女父親                                            |
| 2016年     | EU超時任務              | 辣                                                  |
| 2016年     | 末代御醫                | 榮祿                                                |
| 2016年     | 純熟意外                | 錢凱豐                                              |
| 2016年     | 完美叛侶                | 鄭武                                                |
| 2016年     | 城寨英雄                | 進興幫大佬                                          |
| 2016年     | 幕後玩家                | 榮駒                                                |
| 2016年     | 巾帼枭雄之谍血长天      | 三井司令                                            |
| 2017年至今 | 愛·回家之開心速遞       | 池富湯開仁（第1176集）                              |
| 2017年     | 財神駕到                | 武德輝                                              |
| 2017年     | 同盟                    | 戴麒忠                                              |
| 2017年     | 燦爛的外母              | 周文豹                                              |
| 2017年     | 降魔的                  | 佳爺                                                |
| 2018年     | 翻生武林                | 魯公公                                              |
| 2018年     | 逆緣                    | 福                                                  |
| 2018年     | 宮心計2深宮計           | 盧子奇                                              |
| 2018年     | 天命                    | 富察氏明亮                                          |
| 2019年     | 十二傳說                | 開山虎                                              |
| 2019年     | 解決師                  | Tony                                                |
| 2020年     | 黃金有罪                | 拳頭                                                |
| 2020年     | 十八年後的終極告白      | 大佬                                                |
| 2020年     | 迷網                    | 鄧炳雄                                              |
| 2021年     | 逆天奇案                | 張榮坤                                              |
| 2021年     | 七公主                  | 方生                                                |
| 2021年     | 把關者們                | 保安                                                |
| 2021年     | 十月初五的月光          | 波哥                                                |
| 2022年     | 鐵拳英雄                | 王泉                                                |
| 2023年     | 有種好男人              | 霍濟昌                                              |
| 2023年     | 法言人                  | 郭建基（K爺）                                       |
| 2023年     | 一舞傾城                | 羅繼昌（糯米雞）                                    |
| 2024年     | 狀王之王                | 林慶                                                |
| 2025年     | 富貴千團                | 飯堂大叔                                            |
| 邵氏兄弟   |                         |                                                     |
| 2023年     | 廉政狙擊                | 巴色                                                |

### 電影
- 1985年：青春差
- 1985年：流氓公僕 飾 Ricky
- 1986年：皇家飯 飾 老虎
- 1986年：堂口故事
- 1988年：猛鬼佛跳牆
- 1988年：夢過界
- 1988年：霹靂先鋒 飾 羅大衛
- 1988年：義膽紅唇
- 1989年：義膽群英 飾 曹公保鑣
- 1989年：我要富貴
- 1989年：專釣大鱷 飾 林天富
- 1989年：沖天小子
- 1989年：喋血雙雄 飾 Frank
- 1989年：花心夢裡人
- 1989年：打工狂想曲
- 1990年：棄卒
- 1990年：最佳賊拍檔
- 1990年：唯我獨尊 飾 阿威
- 1990年：都市煞星
- 1990年：鐵血騎警II朋黨
- 1990年：風雨同路 飾 大膽手下
- 1990年：摩登襯家 飾 關力奇
- 1990年：血在風上
- 1991年：烈火危情
- 1991年：曝光人物
- 1991年：龍的傳人 飾 打手
- 1991年：五億探長雷洛傳
- 1992年：伴我縱橫
- 1992年：現代應召女郎
- 1992年：積奇瑪莉
- 1994年：重案實錄Ｏ記
- 1994年：重案實錄屯門色魔
- 1994年：初生之犢
- 1995年：城市炸彈 飾 王Sir
- 1995年：特警急先鋒 飾 張雄
- 1995年：重案實錄污點証人
- 1995年：月黑風高 飾 Simon
- 1996年：運財五福星 飾 賭術大賽選手
- 1996年：三個受傷的警察
- 1996年：孟波 飾 殺手
- 1997年：至激殺人犯
- 1997年：精裝難兄難弟 飾 關麥基
- 1997年：愛上100%英雄
- 1998年：新古惑仔之少年激鬥篇 飾 傻標
- 1998年：邪教檔案之末日風暴
- 1998年：玉蒲團III官人我要
- 1999年：冷暖心聲冷暖情 飾 龍哥
- 1999年：上帝之手
- 1999年：四人幫之錢唔夠洗
- 2000年：鐵男本色
- 2000年：愛殺2000
- 2000年：野獸童黨 飾 Smartman
- 2001年：飛哥傳奇
- 2003年：清理門戶
- 2003年：陰陽路十五之客似魂來
- 2009年：家有喜事2009
- 2011年：勁抽福祿壽 飾 匪徒
- 2014年：天師鬥殭屍 飾 高山豹
- 2014年：澳门風雲 飾 文迪哥
- 2015年：鴨王 飾 大懵成
- 2016年：刑警兄弟 飾 大Sir
- 2016年：超能太監2之黃金右手 飾 鰲拜
- 2016年：江湖之義字當先 飾 三爺
- 2017年：追龍 飾 大灰熊
- 2019年：家和萬事驚 飾 地產買家
- 2021年：金錢帝國：追虎擒龍 飾 強雄

### 舞台劇
- 2001年：《禪悟》[8]
- 2010年：《審死官》

### 綜藝節目
- 2011年：心有靈犀（第4集）
- 2014年：Sunday扮嘢王
- 2014年：今日VIP（第171集）
- 2016年：Sunday好戲王（第13集）
- 2017年：最緊要好玩（第7、13及16集）
- 2021年：無耆不有（第133集）
- 2021年：思家大戰（第4集）

## 外部連結
- 王俊棠的Facebook專頁
- 王俊棠的新浪微博
- 王俊棠在香港影庫上的簡介